# جوردن نيكلسون
جوردن نيكلسون (بالإنجليزية: Jordan Nicholson)‏ (29 سبتمبر 1993 في المملكة المتحدة - ) هو لاعب كرة قدم بريطاني في مركز الهجوم. لعب مع نادي بيتربورو يونايتد وHiston F.C. ‏ وEynesbury Rovers F.C. ‏.

## وصلات خارجية
- جوردن نيكلسون على موقع قاعدة بيانات كرة القدم.إي يو (الإنجليزية)
- جوردن نيكلسون على موقع Soccerbase.com (لاعب) (الإنجليزية)
- جوردن نيكلسون على موقع Soccerway.com (الإنجليزية)